# Сільвіо Паолуччі
Сільвіо Паолуччі (італ. Silvio Paolucci, нар. 22 жовтня 1960, Толло) — італійський футболіст, що грав на позиції півзахисника. По завершенні ігрової кар'єри — тренер. З 2017 року очолює тренерський штаб команди «Вербанія».

## Ігрова кар'єра
У дорослому футболі дебютував 1977 року виступами за команду клубу «Про Васто», в якій провів один сезон, взявши участь у 25 матчах чемпіонату.
Своєю грою за цю команду привернув увагу представників тренерського штабу клубу «Асколі», до складу якого приєднався 1978 року. Команда з Асколі-Пічено стала першим і єдиним клубом у кар'єрі Паолуччі з Серії А, де він і провів наступні три сезони, проте основним гравцем не був, зігравши за цей час лише 23 матчі в вищому італійському дивізіоні.
Після цього з 1981 року грав у Серії С1 за «Чивітановезе», «Тернану», «Таранто», вийшовши з останньою з них у 1986 році в Серію В, де лишався основним гравцем.  Після цього протягом сезону 1989-90 грав також у Серії В за «Брешію».
1990 року уклав контракт з клубом Серії С1 «Палермо», у складі якого в першому ж Сезоні вийшов у Серію В, проте на другий рік вилетів з командою назад в Серію С1. Більшість часу, проведеного у складі «Палермо», був основним гравцем команди.
У наступному сезоні 1992-93 виступав у Серії С1 за «В'яреджо», після чого перейшов у «Беневенто», з яким виграв аматорський чемпіонат і вийшов у Серію С2, де провів ще сезон, перш ніж перейшов у «Л'Аквілу».
Завершив професійну ігрову кар'єру у клубі «Кротоне», за який виступав протягом 1996—1998 років.

## Кар'єра тренера
Розпочав тренерську кар'єру, повернувшись до футболу після невеликої перерви, 2007 року, очоливши тренерський штаб клубу «Ночеріна» з Серії D., де пропрацював з 2007 по 2008 рік.
У 2009 році він був прийнятий на роботу в «Кампобассо», що також грало в Серії D
Протягом сезону 2011-12 очолював «К'єті» з Лега Про Секонда Дівізіоне. 21 червня 2012 року залишив клуб і перейшов на підвищення в Лега Про Пріма Дівізіоне на роботу в «Комо», з яким він підписав контракт на один рік з можливістю продовження ще на один. Проте не пропрацювавши і сезону, 26 лютого 2013 року покинув клуб.
Наступник клубом Паолуччі стала «Априлія», яку він очолив 4 грудня 2013 року замість Джузеппе Фераззолі, проте пропрацював в цьому клубі ще менше, будучи звільненим вже 24 лютого наступного року, після поразки від «Мелфі».
2 грудня 2014 року Паолуччі був він названий тренером «Самбенедеттезе» замість Андреа Москоні, завершивши сезон на третьому місці у Серії D, проте програвши плей-оф за право підвищення у класі. Після цього 6 серпня 2015 Сільвіо очолив інший клуб Серії D «Олімпія Аньйонезе», але залишив свій пост 2 лютого 2016 року.
З 4 квітня 2017 року очолює тренерський штаб команди «Вербанія» з Серії D.